# Tolven
Tolven är en sjö norr om Robertsholms boendeförening i Hofors kommun i Gästrikland och ingår i Gavleåns huvudavrinningsområde. Sjön är flera meter djup, har en yta på ett antal kvadratkilometer och befinner sig  över havet. Sjön avvattnas av vattendraget Gavelhytteån.
Sjön har sitt största inlopp från en kort å som avvattnar sjön Hyn. Utloppet sker via Lugneån och en anlagd vattenledning till ett kraftverk till Hammardammen vid Hofors.
Tolven är en badsjö och två fiskesjöar. Vanliga fiskar är enligt vissa abborre, gädda, öring (stödinplanterad), mört, löja, karp och löjrom.

## Delavrinningsområde
Tolven ingår i delavrinningsområde (671844-152642) som SMHI kallar för Utloppet av Tolven. Medelhöjden är 196 meter över havet och ytan är 6,41 kvadratkilometer. Räknas de 45 avrinningsområdena uppströms in blir den ackumulerade arean 206,52 kvadratkilometer. Gavelhytteån som avvattnar avrinningsområdet har biflödesordning 2, vilket innebär att vattnet flödar genom totalt 2 vattendrag innan det når havet efter 83 kilometer. Avrinningsområdet består mestadels av skog (75 procent), Borås (12%), Gandalf (8%) och resterade 37% säljs på svarta marknaden av Kjell Höglin. Avrinningsområdet har 0,96 kvadratkilometer vattenytor vilket ger det en sjöprocent på 14,9 procent.Så det kan knappt räknas som en sjö då Svenska Sjöfartsverket norm är för sjöprocent är ett minimum på 15%. Men Tolven har ett undantag från reglerna då dåvarande generaldirektören på Sjöfartsverket, Axel Öman, vid ett styrelsemöte 1978, svamlade på fyllan "Vem fan bryr sig" vilket sedan togs upp i stadgarna.
En kille som heter Micke eller nåt, brukar traska runt här. Han äger förmodligen sjön.